# МКХ-10: Клас IV. Хвороби ендокринної системи, розладу харчування та порушення обміну речовин

## (E00-E90) Клас IV. Хвороби ендокринної системи, розладу харчування та порушення обміну речовин

### (E00-E07) Хвороби щитовидної залози
| (E00)   | Вроджений синдром йодної недостатності                                              |
| (E00.0) | Вроджений синдром йодної недостатності, неврологічний тип                           |
| (E00.1) | Вроджений синдром йодної недостатності, мікседематозний тип                         |
| (E00.2) | Вроджений синдром йодної недостатності, змішаний тип                                |
| (E00.9) | Вроджений синдром йодної недостатності, неуточнений                                 |
| (E01)   | Хвороби щитовидної залози та близькі стани, пов'язані з йодною недостатністю        |
| (E01.0) | Дифузний (ендемічний) зоб внаслідок йодної недостаності                             |
| (E01.1) | Багатовузликовий (ендемічний) зоб внаслідок йодноїнедостаності                      |
| (E01.2) | Зоб (ендемічний) внаслідок йодної недостатності, неуточнений                        |
| (E01.8) | Інші порушення щитовидної залози та близькі стани, пов'язані з йодною недостатністю |
| (E02)   | Субклінічний гіпотиреоз внаслідок йодної недостатності                              |
| (E03)   | Інші форми гіпотиреозу                                                              |
| (E03.0) | Вроджений гіпотиреоз з дифузним зобом                                               |
| (E03.1) | Вроджений гіпотиреоз без зобу                                                       |
| (E03.2) | Гіпотиреоз, викликаний медикаментами та іншими екзогенними речовинами               |
| (E03.3) | Постінфекційний гіпотиреоз                                                          |
| (E03.4) | Атрофія щитовидної залози, (набута)                                                 |
| (E03.5) | Мікседематозна кома                                                                 |
| (E03.8) | Інший уточнений гіпотиреоз                                                          |
| (E03.9) | Гіпотіреоз, неуточнений                                                             |
| (E04)   | Інші різновидності нетоксичного зобу                                                |
| (E04.0) | Нетоксичний дифузний зоб                                                            |
| (E04.1) | Нетоксичний одиничний тиреоїдний вузлик                                             |
| (E04.2) | Нетоксичний багатовузликовий зоб                                                    |
| (E04.8) | Інший уточнений нетоксичний зоб                                                     |
| (E04.9) | Нетоксичний зоб, неуточнений                                                        |
| (E05)   | Тиреотоксикоз (гіпертиреоз)                                                         |
| (E05.0) | Тиреотоксикоз з дифузним зобом                                                      |
| (E05.1) | Тиреотоксикоз з токсичним одиночним тиреоїдним вузлом                               |
| (E05.2) | Тиреотоксикоз з токсичним багатовузликовим зобом                                    |
| (E05.3) | Тиреотоксикоз, пов'язаний з ектопічною тиреоїдною тканиною                          |
| (E05.4) | Тиреотоксикоз штучний                                                               |
| (E05.5) | Тиреотоксичний криз чи пароксизм                                                    |
| (E05.8) | Інший тиреотоксикоз                                                                 |
| (E05.9) | Тиреотоксикоз, неуточнений                                                          |
| (E06)   | Тиреоїдит                                                                           |
| (E06.0) | Гострий тиреоїдит                                                                   |
| (E06.1) | Підгострий тиреоїдит                                                                |
| (E06.2) | Хронічний тиреоїдит з транзиторним тиреотоксикозом                                  |
| (E06.3) | Аутоімунний тиреоїдит                                                               |
| (E06.4) | Тиреоїдит, викликаний лікарським препаратом                                         |
| (E06.5) | Інший хронічний тиреоїдит                                                           |
| (E06.9) | Тиреоїдит, неуточнений                                                              |
| (E07)   | Інші розлади щитовидної залози                                                      |
| (E07.0) | Гіпегсекреція кальцитоніну                                                          |
| (E07.1) | Дисгормонально-генетичний зоб                                                       |
| (E07.8) | Інші уточнені порушення щитовидної залози                                           |
| (E07.9) | Порушення щитовидної залози, неуточнене                                             |

### (E10-E14) Цукровий діабет[Примітки 1]
| (E10)   | Інсулінозалежний цукровий діабет |
|         | Включаючи: діабет (цукровий): лабільний, ювенільний, схильний до кетозу, тип І |
|         | Виключаючи: цукровий діабет: пов’язаний з недостатнім харчуванням (Е12.-); у новонароджених (Р70.2); при вагітності, пологах та в післяпологовий період (О24.-); глюкозурія: БДВ (R81); ниркова (Е74.8); знижена толерантність до глюкози (R73.0); післяопераційна гіпоінсулінемія (Е89.1)                                                       |
| (E10.0) | Інсулінозалежний цукровий діабет з комою |
| (E10.1) | Інсулінозалежний цукровий діабет з кетоацидозом |
| (E10.2) | Інсулінозалежний цукровий діабет з ураженням нирок |
| (E10.3) | Інсулінозалежний цукровий діабет з ураженням очей |
| (E10.4) | Інсулінозалежний цукровий діабет з неврологічними ускладненнями |
| (E10.5) | Інсулінозалежний цукровий діабет з порушенням периферичного кровообігу |
| (E10.6) | Інсулінозалежний цукровий діабет з іншими уточненими ускладненнями |
| (E10.7) | Інсулінозалежний цукровий діабет з множинними ускладненнями |
| (E10.8) | Інсулінозалежний цукровий діабет з неуточненими ускладненнями |
| (E10.9) | Інсулінозалежний цукровий діабет без ускладнень |
| (E11)   | Інсулінонезалежний цукровий діабет |
|         | Включаючи: діабет (цукровий)(без ожиріння)(з ожирінням): який починається в зрілому віці; без схильності до кетозу; стабільний; тип II |
|         | Виключаючи: цукровий діабет: пов’язаний з недостатнім харчуванням (Е12.-); у новонароджених (Р70.2); при вагітності, пологах та в післяпологовий період (О24.-); глюкозурія: БДВ (R81); ниркова (Е74.8); знижена толерантність до глюкози (R73.0); післяопераційна гіпоінсулінемія (Е89.1)                                                       |
| (E11.0) | Інсулінонезалежний цукровий діабет з комою |
| (E11.1) | Інсулінонезалежний цукровий діабет з кетоацидозом |
| (E11.2) | Інсулінонезалежний цукровий діабет з ураженням нирок |
| (E11.3) | Інсулінонезалежний цукровий діабет з ураженням очей |
| (E11.4) | Інсулінонезалежний цукровий діабет з неврологічними ускладненнями |
| (E11.5) | Інсулінонезалежний цукровий діабет з порушенням периферичного кровообігу |
| (E11.6) | Інсулінонезалежний цукровий діабет з іншими уточненими ускладненнями |
| (E11.7) | Інсулінонезалежний цукровий діабет з множинними ускладненнями |
| (E11.8) | Інсулінонезалежний цукровий діабет з неуточненими ускладненнями |
| (E11.9) | Інсулінонезалежний цукровий діабет без ускладнень |
| (E12)   | Цукровий діабет, пов'язаний з недостатнім харчуванням |
|         | Включаючи: цукровий діабет, пов’язаний з недостатнім харчуванням: інсулінозалежний, інсулінонезалежний |
|         | Виключаючи: цукровий діабет: при вагітності, пологах та в післяпологовий період (О24.-); глюкозурія: БДВ (R81); ниркова (Е74.8); знижена толерантність до глюкози (R73.0); цукровий діабет новонароджених (Р70.2); післяопераційна гіпоінсулінемія (Е89.1)                                                                                       |
| (E12.0) | Цукровий діабет, пов'язаний з недостатнім харчуванням з комою |
| (E12.1) | Цукровий діабет, пов'язаний з недостатнім харчуванням з кетоацидозом |
| (E12.2) | Цукровий діабет, пов'язаний з недостатнім харчуванням з ураженням нирок |
| (E12.3) | Цукровий діабет, пов'язаний з недостатнім харчуванням з ураженням очей |
| (E12.4) | Цукровий діабет, пов'язаний з недостатнім харчуванням з неврологічними ускладненнями |
| (E12.5) | Цукровий діабет, пов'язаний з недостатнім харчуванням з порушенням периферичного кровообігу |
| (E12.6) | Цукровий діабет, пов'язаний з недостатнім харчуванням з іншими уточненими ускладненнями |
| (E12.7) | Цукровий діабет, пов'язаний з недостатнім харчуванням з множинними ускладненнями |
| (E12.8) | Цукровий діабет, пов'язаний з недостатнім харчуванням з неуточненими ускладненнями |
| (E12.9) | Цукровий діабет, пов'язаний з недостатнім харчуванням без ускладнень |
| (E13)   | Інший уточнений цукровий діабет |
|         | Виключаючи: цукровий діабет: інсулінозалежний (Е10.-); пов’язаний з недостатнім харчуванням (Е12.-); у новонароджених (Р70.2); інсулінонезалежний (Е11.-); при вагітності, пологах та в післяпологовий період (О24.-); глюкозурія: БДВ (R81); ниркова (Е74.8); знижена толерантність до глюкози (R73.0); післяопераційна гіпоінсулінемія (Е89.1) |
| (E13.0) | Інший уточнений цукровий діабет з комою |
| (E13.1) | Інший уточнений цукровий діабет з кетоацидозом |
| (E13.2) | Інший уточнений цукровий діабет з ураженням нирок |
| (E13.3) | Інший уточнений цукровий діабет з ураженням очей |
| (E13.4) | Інший уточнений цукровий діабет з неврологічними ускладненнями |
| (E13.5) | Інший уточнений цукровий діабет з порушенням периферичного кровообігу |
| (E13.6) | Інший уточнений цукровий діабет з іншими уточненими ускладненнями |
| (E13.7) | Інший уточнений цукровий діабет з множинними ускладненнями |
| (E13.8) | Інший уточнений цукровий діабет з неуточненими ускладненнями |
| (E13.9) | Інший уточнений цукровий діабет без ускладнень |
| (E14)   | Неуточнений цукровий діабет |
|         | Включаючи: діабет БДВ |
|         | Виключаючи: цукровий діабет: інсулінозалежний (Е10.-); пов’язаний з недостатнім харчуванням (Е12.-); у новонароджених (Р70.2); інсулінонезалежний (Е11.-); при вагітності, пологах та в післяпологовий період (О24.-); глюкозурія: БДВ (R81); ниркова (Е74.8); знижена толерантність до глюкози (R73.0); післяопераційна гіпоінсулінемія (Е89.1) |
| (E14.0) | Неуточнений цукровий діабет з комою |
| (E14.1) | Неуточнений цукровий діабет з кетоацидозом |
| (E14.2) | Неуточнений цукровий діабет з ураженням нирок |
| (E14.3) | Неуточнений цукровий діабет з ураженням очей |
| (E14.4) | Неуточнений цукровий діабет з неврологічними ускладненнями |
| (E14.5) | Неуточнений цукровий діабет з порушенням периферичного кровообігу |
| (E14.6) | Неуточнений цукровий діабет з іншими уточненими ускладненнями |
| (E14.7) | Неуточнений цукровий діабет з множинними ускладненнями |
| (E14.8) | Неуточнений цукровий діабет з неуточненими ускладненнями |
| (E14.9) | Неуточнений цукровий діабет без ускладнень |

### (E15-E16) Інші порушення обміну глюкози та внутрішньої секреції підшлункової залози
| (E15)   | Недіабетична гіпоглікемічна кома                                 |
| (E16)   | Інші порушення внутрішньої секреції підшлункової залози          |
| (E16.0) | Медикаментозна гіпоглікемія без коми                             |
| (E16.1) | Інші гіпоглікемії                                                |
| (E16.2) | Гіпоглікемія, неуточнена                                         |
| (E16.3) | Підвищена секреція глюкагону                                     |
| (E16.8) | Інші уточнені порушення внутрішньої секреції підшлункової залози |
| (E16.9) | Порушення внутрішньої секреції підшлункової залози , неуточнене  |

### (E20-E35) Розлади інших ендокринних залоз
| (E20)   | Гіпопаратиреоз                                                                  |
| (E20.0) | Ідіопатичний гіпопаратиреоз                                                     |
| (E20.1) | Псевдогіпопаратиреоз                                                            |
| (E20.8) | Інший гіпопаратиреоз                                                            |
| (E20.9) | Гіпопаратиреоз, неуточнений                                                     |
| (E21)   | Гіперпаратиреоз та інші порушення паращитовидноє залози                         |
| (E21.0) | Первинний гіперпаратиреоз                                                       |
| (E21.1) | Вторинний гіперпаратиреоз, не класифікований в інших рубриках                   |
| (E21.2) | Інший гіперпаратиреоз                                                           |
| (E21.3) | Гіперпаратиреоз, неуточнений                                                    |
| (E21.4) | Інші уточнені порушення паращитовидної залози                                   |
| (E21.5) | Порушення паращитовидної залози, неуточнене                                     |
| (E22)   | Гіперфункція гіпофіза                                                           |
| (E22.0) | Акромегалія та гіпофізарний гігантизм                                           |
| (E22.2) | Гіперпролактинемія                                                              |
| (E22.2) | Синдром неадекватної секреції антидиуретичного гормону                          |
| (E22.8) | Інша гіперфункція гіпофиза                                                      |
| (E22.9) | Гіперфункція гіпофізу, неуточнена                                               |
| (E23)   | Гіпофункція та інші порушення гіпофіза                                          |
| (E23.0) | Гіпопітуїтаризм                                                                 |
| (E23.1) | Гіпопітуїтаризм, пов'язаний з дією лікарського препарату                        |
| (E23.2) | Діабет нецукровий                                                               |
| (E23.3) | Дисфункція гіпоталамуса, некласифікована в інших рубриках                       |
| (E23.6) | Інші порушення гіпофіза                                                         |
| (E23.7) | Порушення гіпофіза, неуточнене                                                  |
| (E24)   | Синдром Іценко-Кушинга                                                          |
| (E24.0) | Гіпофіз-залежна хвороба (Іценко-) Кушинга                                       |
| (E24.1) | Синдром Нельсона                                                                |
| (E24.2) | Синдром (Іценко-) Кушинга, пов'язаний з дією лікарського засобу                 |
| (E24.3) | Ектопічний АКТГ синдром                                                         |
| (E24.4) | Алкоголь-індуктований псевдосиндром Кушинга                                     |
| (E24.8) | Інший синдром (Іценко)-Кушинга                                                  |
| (E24.9) | Синдром (Іценко-) Кушинга, неуточнений                                          |
| (E25)   | Адреногенітальні порушення                                                      |
| (E25.0) | Вроджені адреногенітальні порушення, пов'язані з ферментною недостатністю       |
| (E25.8) | Інші адреногенітальні порушення                                                 |
| (E25.9) | Адреногенітальне порушення, неуточнене                                          |
| (E26)   | Гіперальдостеронізм                                                             |
| (E26.0) | Первинний гіперальдостеронізм                                                   |
| (E26.1) | Вторинний гіперальдостеронізм                                                   |
| (E26.8) | Інший гіперальдостеронізм                                                       |
| (E26.9) | Гіперальдостеронізм, неуточнений                                                |
| (E27)   | Інші розлади надниркової залози                                                 |
| (E27.0) | Інша адренокортикальна гіперфункція                                             |
| (E27.1) | Первинна адренокортикальна недостатність                                        |
| (E27.2) | Криза аддісонічна                                                               |
| (E27.3) | Адренокортикальна недостатність, внаслідок дії лікарського препарату            |
| (E27.4) | Інша неуточнена адренокортикальна недостатність                                 |
| (E27.5) | Адреномедулярна гіперфункція                                                    |
| (E27.8) | Інші уточнені порушення надниркової залози                                      |
| (E27.9) | Порушення надниркової залози, неуточнене                                        |
| (E28)   | Дисфункція яєчників                                                             |
| (E28.0) | Гіперестрогенізм                                                                |
| (E28.1) | Гіперандрогенізм                                                                |
| (E28.2) | Синдром полікістозних яєчників                                                  |
| (E28.3) | Первинне порушення яєчників                                                     |
| (E28.8) | Інша дисфункція яєчників                                                        |
| (E28.9) | Неспецифічна дисфункція яєчників, неуточнена                                    |
| (E29)   | Дисфункція яєчок                                                                |
| (E29.0) | Гіперфункція яєчок                                                              |
| (E29.1) | Гіпофункція яєчок                                                               |
| (E29.8) | Інша дисфункція яєчок                                                           |
| (E29.9) | Дисфункція яєчок, неуточнена                                                    |
| (E30)   | Розлади пубертатного періоду, не класифіковані в інших рубриках                 |
| (E30.0) | Затримка пубертатного періоду                                                   |
| (E30.1) | Передчасне настання статевої зрілості                                           |
| (E30.8) | Інші порушення пубертатного періоду                                             |
| (E30.9) | Порушення пубертатного періоду, неуточнене                                      |
| (E31)   | Полігландулярна дисфункція                                                      |
| (E31.0) | Аутоімунна полігландулярна недостатність                                        |
| (E31.1) | Полігландулярна гіперфункція                                                    |
| (E31.8) | Інша полігландулярна дисфункція                                                 |
| (E31.9) | Полігландулярна дисфункція, неуточнена                                          |
| (E32)   | Хвороби вилочкової залози                                                       |
| (E32.0) | Стійка гіперплазія вилочкової залози                                            |
| (E32.1) | Абсцес вилочкової залози                                                        |
| (E32.8) | Інші хвороби вилочкової залози                                                  |
| (E32.9) | Хвороба вилочкової залози, неуточнена                                           |
| (E34)   | Інші ендокринні порушення                                                       |
| (E34.0) | Карциноїдний синдром                                                            |
| (E34.1) | Інша гіперсекреція інтестинальних гормонів                                      |
| (E34.2) | Секреція ектопічного гормону, не класифікована в інших рубриках                 |
| (E34.3) | Карликовість, не класифікована в інших рубриках                                 |
| (E34.4) | Конституціональна високорослість                                                |
| (E34.5) | Синдром андрогенної резистетності                                               |
| (E34.8) | Інші уточнені ендокринні порушення                                              |
| (E34.9) | Ендокринне порушення, неуточнене                                                |
| (E35)   | Розлади ендокринних залоз при хворобах, класифікованих в інших рубриках         |
| (E35.0) | Порушення щитовидної залози при хворобах, класифікованих в інших рубриках       |
| (E35.1) | Порушення наднирникових залоз при хворобах, класифікованих в інших рубриках     |
| (E35.8) | Порушення інших ендокринних залоз при хворобах, класифікованих в інших рубриках |

### (E40-E46) Загальна недостатність харчування
| (E40)   | Квашіоркор                                                              |
| (E41)   | Аліментарний маразм                                                     |
| (E42)   | Маразматичний квашіоркор                                                |
| (E43)   | Неуточнена тяжка білково-енергетична харчова недостатність              |
| (E44)   | Білково-енергетична харчова недостатність помірного та слабкого ступіню |
| (E44.0) | Помірна білково-енергетична харчова недостатність                       |
| (E44.1) | Слабка білково-енергетична харчова недостатність                        |
| (E45)   | Затримка розвитку внаслідок білково-енергетичної харчової недостатності |
| (E46)   | Неуточнена білково-енергетична харчова недостатність                    |

### (E50-E64) Інші недостатності харчування
| (E50)   | Недостатність вітаміну А                                           |
| (E50.0) | Недостатність вітаміну А з ксерозом кон'юнктиви                    |
| (E50.1) | Недостатність вітаміну А з бляшками Біто і ксерозом кон'юнктиви    |
| (E50.2) | Недостатність вітаміну А з ксерозом рогівки                        |
| (E50.3) | Недостатність вітаміну А із виразкою рогівки і ксерозом            |
| (E50.4) | Недостатність вітаміну А із кератомаляцією                         |
| (E50.5) | Недостатність вітаміну А із курячою сліпотою                       |
| (E50.6) | Недостатність вітаміну А з ксерофтальмічними рубцями рогівки       |
| (E50.7) | Інші прояви недостатності вітаміну А                               |
| (E50.8) | Інші прояви недостатності вітаміну А                               |
| (E50.9) | Недостатність вітаміну А, неуточнена                               |
| (E51)   | Недостатність тіаміну                                              |
| (E51.1) | Бері-бері                                                          |
| (E51.2) | Енцефалопатія Верніке                                              |
| (E51.8) | Інші прояви недостатності тіаміну                                  |
| (E51.9) | Недостатність тіаміну, неуточнена                                  |
| (E52)   | Недостатність ніацину (пелагра)                                    |
| (E53)   | Недостатність інших вітамінів групи В                              |
| (E53.0) | Недостатність рибофлавіну                                          |
| (E53.1) | Недостатність піридоксину                                          |
| (E53.8) | Недостатність інших уточнених вітамінів групи В                    |
| (E53.9) | Недостатність вітаміну В, неуточнена                               |
| (E54)   | Недостатність аскорбінової кислоти                                 |
| (E55)   | Недостатність вітаміну Д                                           |
| (E55.0) | Рахіт, активний                                                    |
| (E55.9) | Недостатність вітаміну D, неуточнена                               |
| (E56)   | Недостатність інших вітамінів                                      |
| (E56.0) | Недостатність вітаміну E                                           |
| (E56.1) | Недостатність вітаміну К                                           |
| (E56.8) | Недостатність інших вітамінів                                      |
| (E56.9) | Недостатність вітаміну, неуточнена                                 |
| (E58)   | Аліментарна недостатність кальцію                                  |
| (E59)   | Аліментарна недостатність селену                                   |
| (E60)   | Аліментарна недостатність цинку                                    |
| (E61)   | Недостатність інших нутріїнтів                                     |
| (E61.0) | Недостатність міді                                                 |
| (E61.1) | Недостатність заліза                                               |
| (E61.2) | Недостатність магнію                                               |
| (E61.3) | Недостатність марганцю                                             |
| (E61.4) | Недостатність хрому                                                |
| (E61.5) | Недостатність молібдену                                            |
| (E61.6) | Недостатність ванадію                                              |
| (E61.7) | Недостатність складних поживних елементів                          |
| (E61.8) | Недостатність інших уточнених поживних елементів                   |
| (E61.9) | Недостатність поживного елементу, неуточнене                       |
| (E63)   | Інші недостатності харчування                                      |
| (E63.0) | Недостатність есенціальної жирової кислоти (ЕЖК)                   |
| (E63.1) | Дисбаланс складових споживання їжі                                 |
| (E63.8) | Інші уточнені харчові недостатностў                                |
| (E63.9) | Харчова недостатність, неуточнена                                  |
| (E64)   | Наслідки недостатнього харчування та інших харчових недостатностей |
| (E64.0) | Наслідки білково-енергетичної харчової недостатності               |
| (E64.1) | Наслідки недостатності вітаміну А                                  |
| (E64.2) | Наслідки недостатності вітаміну С                                  |
| (E64.3) | Наслідки рахіту                                                    |
| (E64.8) | Наслідки іншої харчової недостатності                              |
| (E64.9) | Наслідки неуточненої харчової недостатності                        |

### (E65-E68) Ожиріння та інші наслідки надлишкового харчування
| (E65)   | Місцеве ожиріння                                  |
| (E66.0) | Ожиріння внаслідок надлишку калорій               |
| (E66.1) | Ожиріння викликане лікарськими препаратами        |
| (E66.2) | Надмірне ожиріння із альвеолярною гіповентиляцією |
| (E66.8) | Інше ожиріння                                     |
| (E66.9) | Ожиріння, неуточнене                              |
| (E67)   | Інші види надмірного харчування                   |
| (E67.0) | Гіпервітаміноз А                                  |
| (E67.1) | Гіперкаротинемія                                  |
| (E67.2) | Синдром мегавітаміну В 6                          |
| (E67.3) | Гіпервітаміноз Д                                  |
| (E67.8) | Інше уточнене надмірне харчування                 |
| (E68)   | Наслідки надмірного харчування                    |

### (E70-E90) Розлади обміну речовин
| (E70)   | Порушення обміну ароматичних амінокислот                                                |
| (E70.0) | Класична фенілкетонурія                                                                 |
| (E70.1) | Інші гіперфенілаланінемії                                                               |
| (E70.2) | Порушення обміну тирозину                                                               |
| (E70.3) | Альбінізм                                                                               |
| (E70.8) | Інші порушення обміну ароматичних амінокислот                                           |
| (E70.9) | Порушення обміну ароматичних амінокислот, неуточнене                                    |
| (E71)   | Порушення обміну амінокислот з розгалуженим ланцюгом та порушення обміну жирових кислот |
| (E71.0) | Хвороба «кленового сиропу»                                                              |
| (E71.1) | Інші порушення обміну амінокислот з розгалуженим ланцюгом                               |
| (E71.2) | Порушення обміну амінокислот з розгалуженим ланцюгом, неуточнене                        |
| (E71.3) | Порушення обміну жирових кислот                                                         |
| (E72)   | Інші порушення обміну амінокислот                                                       |
| (E72.0) | Порушення амінокислотного транспорту                                                    |
| (E72.1) | Порушення обміну сірковмістимих амінокислот                                             |
| (E72.2) | Порушення обміну циклу сечовини                                                         |
| (E72.3) | Порушення обміну лізину та гідроксилізину                                               |
| (E72.4) | Порушення обміну орнітину                                                               |
| (E72.5) | Порушення обміну гліцину                                                                |
| (E72.8) | Інші уточнені порушення обміну амінокислот                                              |
| (E72.9) | Порушення обміну амінокислот, неуточнене                                                |
| (E73)   | Непереносимість лактози                                                                 |
| (E73.0) | Вроджена недостатність лактози                                                          |
| (E73.1) | Вторинна недостатність лактози                                                          |
| (E73.8) | Інша непереносність лактози                                                             |
| (E73.9) | Непереносність лактози, неуточнена                                                      |
| (E74)   | Інші порушення обміну вуглеводів                                                        |
| (E74.0) | Хвороба накопичення глікогену                                                           |
| (E74.1) | Порушення обміну фруктози                                                               |
| (E74.2) | Порушення обміну галактози                                                              |
| (E74.3) | Інші порушення інтестинальної абсорбції вуглеводів                                      |
| (E74.4) | Порушення обміну пірувату та глюконеогенезу                                             |
| (E74.8) | Інші уточнені порушення обміну вуглеводів                                               |
| (E74.9) | Порушення вуглеводного обміну, неуточнене                                               |
| (E75)   | Порушення обміну сфінголіпідів та інші розлади в накопиченні ліпідів                    |
| (E75.0) | GM 2 ганглізидоз                                                                        |
| (E75.1) | Інший ганліозидоз                                                                       |
| (E75.2) | Інший сфінголіпідоз                                                                     |
| (E75.3) | Сфінголіпідоз, неуточнений                                                              |
| (E75.4) | Нейронний цероїдний ліпофусциноз                                                        |
| (E75.5) | Інші порушення ліпідного накопичення                                                    |
| (E75.6) | Порушення ліпідного накопичення, неуточнене                                             |
| (E76)   | Порушення обміну глікозаміногліканів                                                    |
| (E76.0) | Мукополісахаридоз, тип І                                                                |
| (E76.1) | Мукополісахаридоз, тип II                                                               |
| (E76.2) | Інші мукополісахаридози                                                                 |
| (E76.3) | Мукополісахаридоз , неуточнений                                                         |
| (E76.8) | Інші порушення обміну глюкозаміногліканів                                               |
| (E76.9) | Порушення обміну глюкозоаміногліканів, неуточнене                                       |
| (E77)   | Порушення обміну глікопротеїнів                                                         |
| (E77.0) | Дефекти в пост-трансляційній модифікації лізосомальних ферментів                        |
| (E77.1) | Дефекти в розщепленні глікопротеїнів                                                    |
| (E77.8) | Інші порушення обміну глікопротеїнів                                                    |
| (E77.9) | Порушення обміну глікопротеїнів, неуточнене                                             |
| (E78)   | Порушення обміну ліпопротеїдів та інші ліпідемії                                        |
| (E78.0) | Чиста гіперхолестеролемія                                                               |
| (E78.1) | Чиста гіпергліцеридемія                                                                 |
| (E78.2) | Змішана гіперліпідемія                                                                  |
| (E78.3) | Гіперхіломікронемія                                                                     |
| (E78.4) | Інша гіперліпідемія                                                                     |
| (E78.5) | Гіперліпідемія, неуточнена                                                              |
| (E78.6) | Ліпопротеїнова недостатність-ліпопротеїнемія                                            |
| (E78.8) | Інші порушення обміну ліпопротеїнів                                                     |
| (E78.9) | Порушення обміну ліпопротеїнів, неуточнене                                              |
| (E79)   | Порушення обміну пуринів та піримідинів                                                 |
| (E79.0) | Гіперурикемія без признаків артриту та подагричної хвороби                              |
| (E79.1) | Синдром Леша-Найхана                                                                    |
| (E79.8) | Інші порушення обміну пуринів та піримідинів                                            |
| (E79.9) | Порушення обміну пурінів та піримідинів, неуточнене                                     |
| (E80)   | Порушення обміну порфірину та білірубіну                                                |
| (E80.0) | Спадкова еритропоетична порфірія                                                        |
| (E80.1) | Пізня порфірія шкіри                                                                    |
| (E80.2) | Інша порфірія                                                                           |
| (E80.3) | Дефекти каталази і пероксидази                                                          |
| (E80.4) | Синдром Жібера                                                                          |
| (E80.5) | Синдром Кріглера-Найяра                                                                 |
| (E80.6) | Інші порушення обміну білірубіну                                                        |
| (E80.7) | Порушення обміну білірубіну, неуточнене                                                 |
| (E83)   | Порушення мінерального обміну                                                           |
| (E83.0) | Порушення обміну міді                                                                   |
| (E83.1) | Порушення обміну заліза                                                                 |
| (E83.2) | Порушення обміну цинку                                                                  |
| (E83.3) | Порушення обміну фосфора                                                                |
| (E83.4) | Порушення обміну магнію                                                                 |
| (E83.5) | Порушення обміну кальцію                                                                |
| (E83.8) | Інші порушення мінерального обміну                                                      |
| (E83.9) | Порушення мінерального обміну, неуточнене                                               |
| (E84)   | Кістозний фіброз                                                                        |
| (E84.0) | Кістозний фіброз із легеневими симптомами                                               |
| (E84.1) | Кістозний фіброз із кишковими симптомаит                                                |
| (E84.8) | Кістозний фіброз з іншими симптомами                                                    |
| (E84.9) | Кістозний фіброз, неуточнений                                                           |
| (E85)   | Амілоїдоз                                                                               |
| (E85.0) | Неневропатичний сімейноспадковий амілоїдоз                                              |
| (E85.1) | Невропатичний сімейноспадковий амілоїдоз                                                |
| (E85.2) | Сімейноспадковий амілоїдоз, неуточнений                                                 |
| (E85.3) | Вторинний системний амілоїдоз                                                           |
| (E85.4) | Органообмежений амілоїдоз                                                               |
| (E85.8) | Інший амілоїдоз                                                                         |
| (E85.9) | Амілоїдоз, неуточнений                                                                  |
| (E86)   | Виснаження об'єму рідин організму                                                       |
| (E87)   | Інші порушення обміну рідини, електролітів та кислотно-лужвої рівноваги                 |
| (E87.0) | Гіперосмолярність та гіпернатріємія                                                     |
| (E87.1) | Гіпоосмолярність та гіпонатріємія                                                       |
| (E87.2) | Ацидоз                                                                                  |
| (E87.3) | Алкалоз                                                                                 |
| (E87.4) | Змішане порушення кислотнолужної рівноваги                                              |
| (E87.5) | Гіперкаліємія                                                                           |
| (E87.6) | Гіпокаліємія                                                                            |
| (E87.7) | Рідинне перевантаження                                                                  |
| (E87.8) | Інші порушення електролітного та рідинного балансу, не класифіковані в інших рубриках   |
| (E88)   | Інші метаболічні порушення                                                              |
| (E88.0) | Порушення обміну плазматичних білків, не класифіковані в інших рубриках                 |
| (E88.1) | Ліподистрофія, не класифікована в інших рубриках                                        |
| (E88.2) | Ліпоматоз, не класифікований в інших рубриках                                           |
| (E88.8) | Інші уточнені порушення обміну                                                          |
| (E88.9) | Порушення обміну, неуточнене                                                            |
| (E89)   | Післяпроцедурні ендокринні та метаболічні розлади, не класифіковані в інших рубриках    |
| (E89.0) | Післяпроцедурний гіпотиреоз                                                             |
| (E89.1) | Післяпроцедурна гіпоінсулінемія                                                         |
| (E89.2) | Післяпроцедурний гіпопаратиреоз                                                         |
| (E89.3) | Післяпроцедурний гіпопітуїтаризм                                                        |
| (E89.4) | Післяпроцедурне порушення функції яєчників                                              |
| (E89.5) | Післяпроцедурна гіпофункція яєчок                                                       |
| (E89.6) | Післяпроцедурна гіпофункція кіркової (мозкової) речовини надниркових залоз              |
| (E89.8) | Інші післяпроцедурні ендокринні та обмінні порушення                                    |
| (E89.9) | Післяпроцедурні ендокринні та обмінні порушення, неуточнені                             |
| (E90)   | Розлади харчування та обміну речовин при хворобах, класифікованих в інших рубриках      |

## Виноски
1. ↑  International Statistical Classification of Diseases and Related Health Problems 10th Revision. Version:2015 (англ.). World Health Organization. Процитовано 15 листопада 2015. (англ.)
2. ↑  Клініко-статистична класифікація хвороб, розроблена на базі МКХ-10 (проект) (укр.). Міністерство охорони здоров'я України. Процитовано 15 листопада 2015. (укр.)